# De Dietrich Type H
Der De Dietrich Type H ist ein Pkw-Modell aus den 1900er Jahren. Hersteller war die Société de Dietrich et Cie de Lunéville in Frankreich.

## Beschreibung
Die Produktion begann im Jahr 1902, spätestens im Dezember 1902 zum Pariser Autosalon, und endete 1903. Vorgänger war der 10 CV. Nachfolger wurde der De Dietrich Type SH mit einem Motor gleicher Größe.
Der Motor entstand nach einer Lizenz von Turcat-Méry. Er ist ein Vierzylinder-Reihenmotor mit automatischer Ventilsteuerung. Jeweils zwei Zylinder sind paarweise zusammengegossen. 90 mm Bohrung und 120 mm Hub ergeben 3054 cm³ Hubraum. Der Motor war damals in Frankreich steuerlich mit 12 CV eingestuft.
Der Motor ist vorn längs im Fahrgestell eingebaut. Er treibt über Ketten die Hinterräder an. Die Bremse wirkt zeittypisch nur auf die Hinterachse.